# Тасумал
Тасумал (Tazumal) е археологически обект, който се намира в Салвадор в близост до град Чалчуапа, департамент Санта Ана, на 60 километра от столицата Сан Салвадор. Предполага се, че името Тасумал означава място за изгаряне на жертвите.
Зоната на Тасумал влиза в по-голям археологически район с обща площ от 10 km², където са разположени и други археологически паметници: Пампе, Казабланка, Трапиче и Лас Викториас. Чувства се влиянието на близкия Копан, но съдържа и ред стилистични елементи, характерни за паметниците в Централно Мексико, като например Теотиуакан или толтекската архитектура в Тула.
Тук се намират развалини от 100–1200 г., сложна система от водни канали, гробници, пирамиди, дворци и ритуални обекти. Разцветът на града е по време на класическия период: 250–900 г. Около 1200 г. Тасумал е изоставен и напълно занемарен.
Тасумалските руини са едни от най-добре запазените руини в територията на Салвадор. Артефакти намерени на мястото свидетелстват за развита търговия.